# 쩌런
쩌런(베트남어: Chợ Lớn, 중국어: 堤岸)은 호찌민시의 1/4을 차지하는 베트남 최대의 차이나타운이다. 사이공강 서안에 위치하며, 빈떠이 시장을 중앙 시장으로 가지고 있다. 쩌런은 5군의 서쪽 절반과 인접한 6군, 11군으로 구성되어 있다. 그 지역은 중국인들이 오랜 기간 거주를 해왔으며, 면적으로서는 전세계 최대 규모로 여겨지고 있다.
베트남어로 쩌(chợ)는 ‘시장’이란 뜻이며, 런(lớn)은 ‘크다’라는 말이다. 따라서 쩌런은 큰 시장이라는 의미이다.

## 역사
1778년, 광난국을 지원했던 비엔호아의 화인(호아족)이 떠이선 왕조의 보복을 피해 난민이 현재 그곳 군에 살기 시작했다. 1975년 이전, 남베트남에는 120만 명의 중국인이 거주하고 있었으며, 이 중 110만 명은 그곳을 포함하여, 사이공 주변에 집중되어 있었고, 그 중 70만 명이 그곳에 거주하고 있었다.
베트남 전쟁이 끝난 후, 기업의 국유화와 자산 계급의 자산 제한 등의 사회주의화 정책이 시행되었고, 또한 중월 전쟁으로 인한 인종적 긴장에 의해 대량의 중국인들이 난민으로 베트남을 떠나 해외로 유출되었다. 따라서 1978년에는 쩌런의 화인 인구는 10만 명으로 감소했다. 베트남 전체에서는 1975년 이전에 145만 명이던 화인 인구 중 111만 1000명이 제3국으로 이주하여 1994년 화인 인구는 28만 명으로 감소해 되었다. 도이모이 이후에 해외에서 귀국하는 사람도 늘면서, 그곳의 화인 인구는 다시 50만 명 정도로 회복했다. 호치민시에 사는 중국인의 대부분이 쩌런에 살고 있다.

## 지리
5군과 6군에 걸쳐 형성되어 있으며, 호치민 시의 중심가를 형성하는 대로인 즈엉짠헝다오(Đường Trần Hưng Đạo, 塘陳興道) 거리를 메인 스트리트로 하고 있다. 도시의 중심에서 약간 떨어져 있지만, 관광지로 인기가 높다. 또한 남쪽으로는 시내에 많이 흐르는 운하가 통과하고 있다.

## 관광

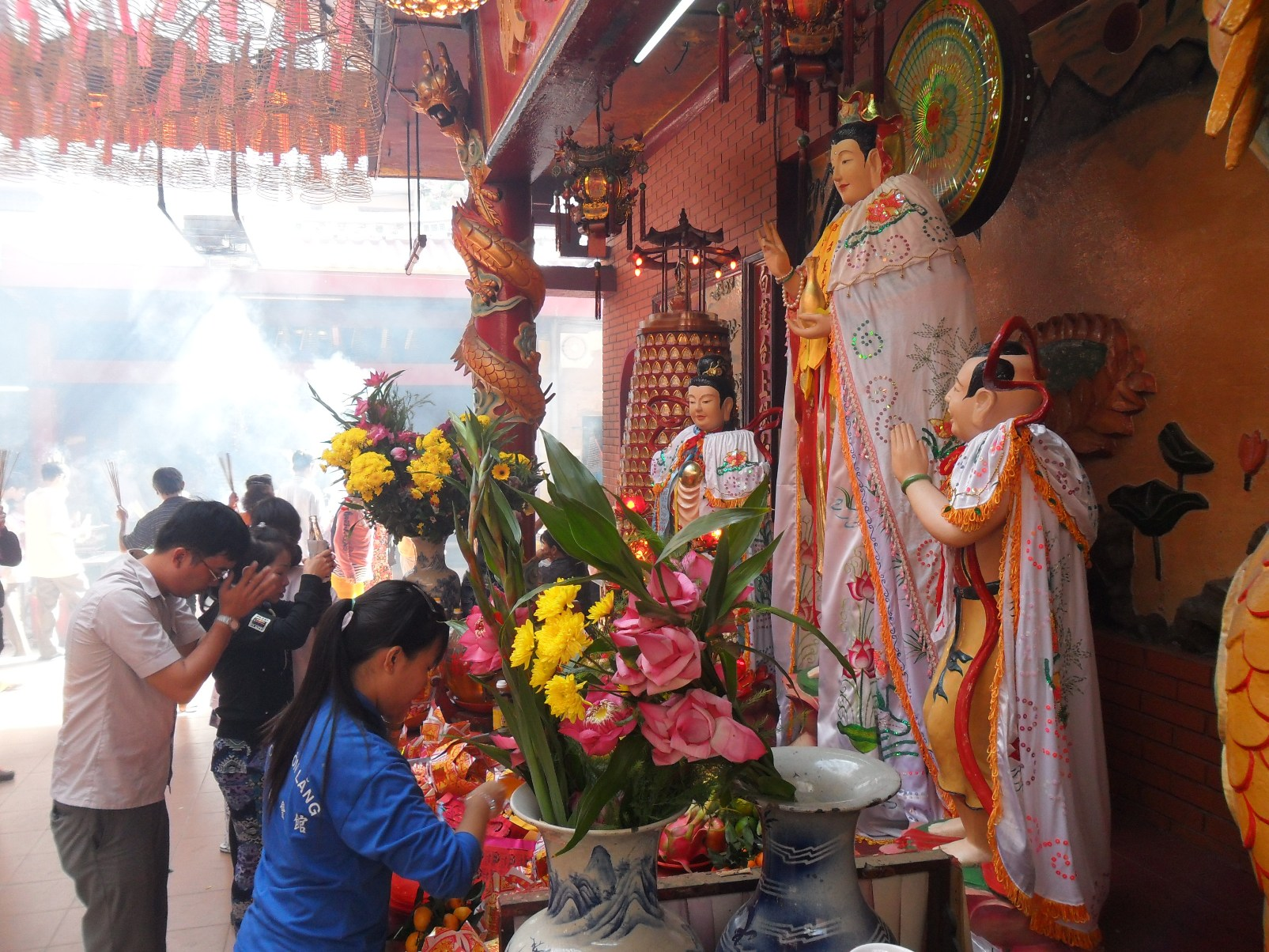
차이나 타운의 풍경

베트남 내에서 중국 분위기를 즐길 수 있는 것이 큰 매력이다. 중국 요리 가게와 불교 사원 등이 있는데, 마치 중국과 베트남을 섞어놓은 것 같은 분위기를 가지고 있다. 시장의 북쪽에는 국영 버스터미널이 있고, 벤타인 시장 이전 사이공 버스터미널과 함께 호치민 시 버스 망의 주요 터미널이다.

## 빈떠이 시장

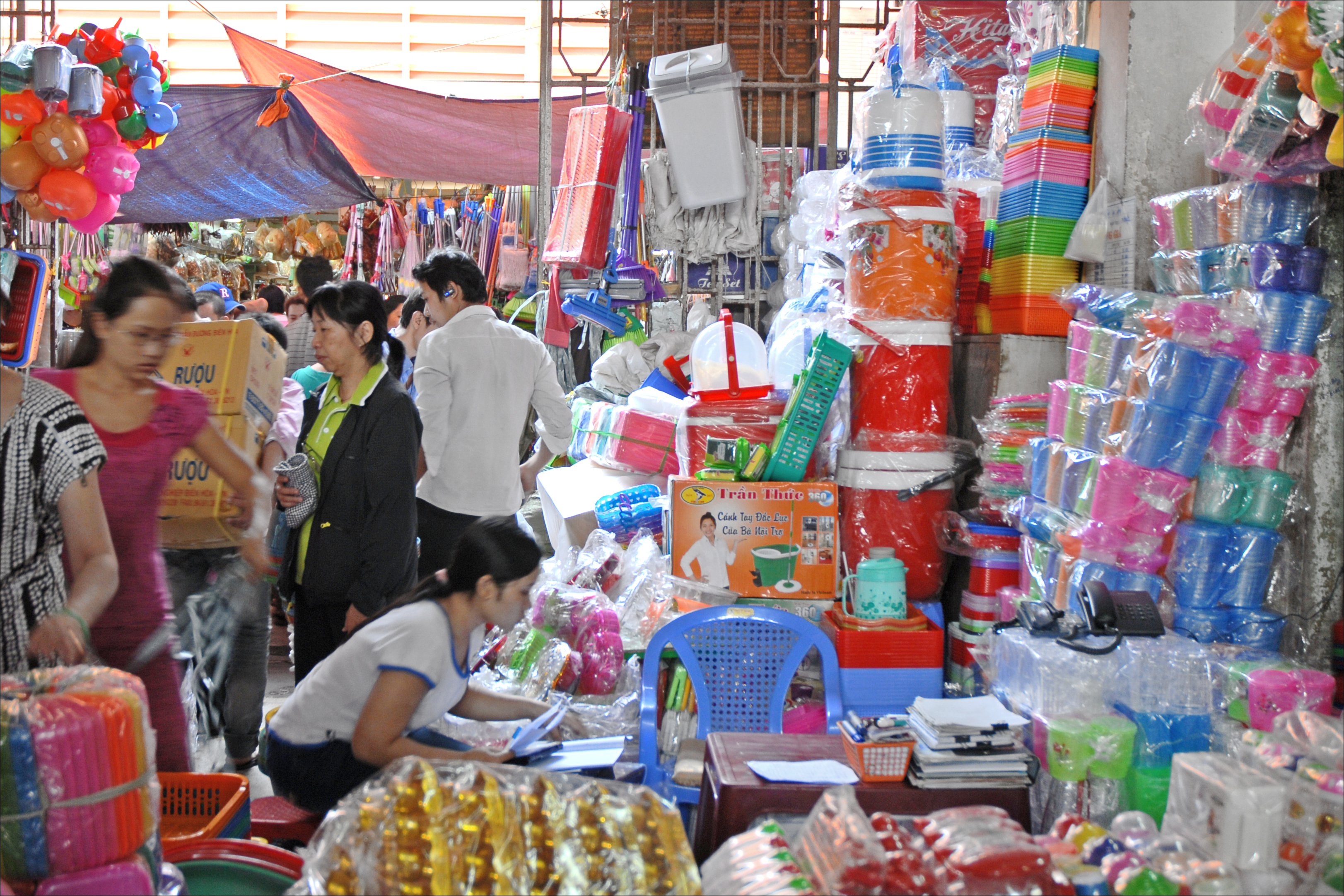
빈떠이 시장

서쪽에는 빈떠이 시장(Chợ Bình Tây, Binh Tay Market)이라는 시장이 형성되어 있다. 5군의 응우옌짜이 거리에는 한때 舊街市라는 오래된 시장이 있었다. 舊街市가 화재로 소실된 직후 새로운 시장(新街市)이 세워졌다.
같은 호치민시의 벤타인 시장과 같은 규모 정도의 넓이를 자랑하고. 안마당을 한바퀴 도는 듯한 형태의 건물이 2층 구조로 되어 있다. 통로는 좁고, 답답할 정도지만 상품이 충실하고 가격이 저렴하기 때문에 사람이 많다. 쇼핑에는 가격 협상이 필요하며, 관광객에게도 인기있는 지역이긴 있지만, 대부분은 영어가 통용되지 않는다. 시장 주변에 노점이 많이 나와 있다.
영업시간은 6:00 ~ 17:30 정도로 가게에 따라 다르다.